# D 765 (Türkei)
Die Straße D 765 (Devlet yolu 765) ist eine 441 km lange Straße in der Türkei. Sie führt von İnebolu nach Niğde.

## Verlauf
Die Straße zweigt in İnebolu von der Schwarzmeerküstenstraße D 10 nach Süden ab und führt über den Pass Cuhadorugu Geçidi (954 m) nach Küre und weiter durch das Gebirge nach Seydiler, wo die Straße D 759 abzweigt. Von dort führt sie über den Pass Oyrak Geçidi (1210 m) in die Provinzhauptstadt Kastamonu, wo sie die Straße D 030 kreuzt und die D 775 abzweigt. Sie setzt sich über den Pass Ilgazdagi Gecidi (1850 m) nach Ilgaz fort: Hier wird die Straße D 100 (Europastraße 80) gekreuzt. Über den Pass İndağ Geçidi (1420 m) führt sie in die Provinzhauptstadt Çankırı. 20 km weiter südlich bei Aşağıpelitözü zweigt die D 180 nach Osten ab, nördlich von Kalecik die D 140 nach Westen. Die Straße erreicht den Fluss Kızılırmak und folgt ihm, teilweise gemeinsam mit der West-Ost-Achse der D 200 (Europastraße 88), nach Kırıkkale, wo auch die D 753 abzweigt. Die D 765 setzt sich nach Südosten über Keskin und Akpınar fort und mündet bei Çiftlikmehmetağa in die  260. In Kırşehir trennt sich die Straße von der D 260 und führt nach Süden nach Nevşehir, wo sie die West-Ost-Achse der D 300 kreuzt. Von dort verläuft sie nach Süden über Derinkuyu zur Autobahn Otoyol 21 bei Niğde.